# DFS (Microsoft)
Microsoft DFS (ang. Distributed File System) – implementacja sieciowego systemu plików firmy Microsoft. Do wymiany danych korzysta on z protokołu SMB. DFS był już obecny w Windows NT 4.0, obecnie jest dostępny też w Windows Server 2000/2003/2008 oraz Samba 3.0.
Występuje w dwóch odmianach:
- Stand-Alone DFS (opcja w Windows 2003: „Autonomiczny katalog główny”) przechowuje topologię połączeń między węzłami (serwerami zawierającymi udostępnione katalogi) na jednym serwerze a konkretnie w jego rejestrze w przypadku Windows. Jest wyłącznie jeden poziom głębokości drzewa udostępnionych folderów, nie ma żadnej metody zapewniającej odporność na awarie tego głównego serwera. Przeważnie korzysta z nazw NetBIOS. Taki DFS jest obsługiwany przez Windows NT 4.0 i Samba 3.0 (i tylko ten) oraz przez Windows Server 2000/2003/2008.
- Fault-tolerant DFS lub inaczej Domain (opcja w Windows 2003: „Katalog główny domeny”) ten tryb wymaga istnienia w sieci domeny Active Directory. Informacja o topologii jest przechowywana w bazie tej domeny, a więc replikowana na każdy kontroler domeny. Dodatkowo obsługiwane są wielopoziomowe struktury udostępnionych folderów i pojedynczy zasób może reprezentować wiele identycznych folderów znajdujących się na różnych serwerach i utrzymywanych w identycznym stanie przez mechanizmy replikacji plików w modelu multiple master. Ponieważ struktura DFS jest przechowywana w Active Directory, sterowanie dostępem do zasobów również odbywa się z udziałem usług katalogowych, np. w przypadku dostępu do katalogu mającego wiele replik, w pierwszej kolejności wskazywany jest serwer w tej samej siedzibie (site) co klient, a gdyby taki nie był dostępny, w pozostałych siedzibach. Może korzystać z nazewnictwa DNS, a nie tylko nazw NetBIOS-owych. Taki DFS jest obsługiwany tylko przez Windows Server 2000/2003/2008.